# Michael Ondaatje
Michael Ondaatje, född 12 september 1943 i Colombo, är en lankesisk-kanadensisk författare. Ondaatjes mest kända verk är Den engelske patienten som även har filmatiserats. Ett annat känt verk som Ondaatje har författat är Anils skugga, en bok som utspelar sig i hans hemland, Sri Lanka.
Ondaatje vann Bookerpriset 1992 för Den engelske patienten.

## Biografi
Michael Ondaatje föddes i Sri Lanka 1943, men flyttade till England med sin mor 1954, och till Kanada 1962 där han fortsättningsvis varit bosatt. Efter studier vid universiteten i Toronto och Kingston, Ontario, blev han 1971 anställd som lärare vid York University.
Han debuterade som poet 1967 med The Dainty Monsters. För sin tredje bok och tillika diktsamling, The Collected Works of Billy the Kid: Left-handed Poems, belönades han med Canadian Governor General's Award. Hans första roman, Coming Through Slaughter, utgav han 1976. Romanen handlar om en jazzmusiker; musiken hade han dock redan behandlat litterärt, i en litteraturkritik om Leonard Cohen (1970).
Ondaatjes största framgång hittills är The English Patient (Den engelske patienten) som utgavs 1992. Romanen utspelas i Italien under andra världskriget, och handlar om en man som blivit svårt bränd. Romanen filmatiserades 1996 av Anthony Minghella, och vann nio Oscar.
Hans senare romaner har likaledes blivit kritikerframgångar; för Anils skugga vann han bland annat Prix Médicis.

## Författarskap
Michael Ondaatje, som redan tidigt i sin karriär blev kritikerrosad, har en berättarteknik som ligger lyriken nära, men även uppvisar narrativa element med påverkan från filmen. I flera av hans romaner gestaltas faktiska men för allmänheten föga kända personer, såsom László Almásy i Den engelske patienten, och annat historiskt stoff, men undantagslöst är den poetiska friheten i hanteringen av stoffet långtgående. Scenen för hans berättelser är ofta mångkulturell, som hans egen bakgrund, och våldet har en framträdande roll i människornas relationer.